# Campionato mondiale di motocross 1985
Il campionato mondiale di motocross del 1985, fu la ventinovesima edizione, si disputò su 12 prove dal 9 marzo al 31 agosto 1985.
Al termine della stagione il britannico David Thorpe si aggiudicò il titolo per la classe 500cc, l'austriaco Heinz Kinigadner quello della 250cc e il finlandese Pekka Vehkonen lo conquistò nella classe 125cc.

## 500 cc

### Calendario
| Prova | Data      | Gran Premio                   | Località        | Vincitore GP   |
| ----- | --------- | ----------------------------- | --------------- | -------------- |
| 1     | 14 aprile | Gran Premio d'Austria         | Sittendorf      | André Malherbe |
| 2     | 21 aprile | Gran Premio di Francia        | Thouars         | Danny Chandler |
| 3     | 5 maggio  | Gran Premio di Svezia         | Västerås        | Eric Geboers   |
| 4     | 12 maggio | Gran Premio di Finlandia      | Ruskeasanta     | Eric Geboers   |
| 5     | 2 giugno  | Gran Premio d'Italia          | Montevarchi     | David Thorpe   |
| 6     | 9 giugno  | Gran Premio di Spagna         | Yunquera        | André Malherbe |
| 7     | 16 giugno | Gran Premio dei Paesi Bassi   | Valkenswaard    | David Thorpe   |
| 8     | 30 giugno | Gran Premio degli Stati Uniti | Carlsbad        | David Bailey   |
| 9     | 14 luglio | Gran Premio di Gran Bretagna  | Farleigh Castle | André Malherbe |
| 10    | 4 agosto  | Gran Premio del Belgio        | Namur           | David Thorpe   |
| 11    | 11 agosto | Gran Premio del Lussemburgo   | Folkendange     | André Malherbe |
| 12    | 26 agosto | Gran Premio di Svizzera       | Wohlen bei Bern | André Malherbe |

### Classifica finale piloti
| Pos. | Pilota         | Moto      | Punti |
| ---- | -------------- | --------- | ----- |
| 1    | Dave Thorpe    | Honda     | 388   |
| 2    | André Malherbe | Honda     | 378   |
| 3    | Eric Geboers   | Honda     | 227   |
| 4    | Georges Jobé   | Kawasaki  | 224   |
| 5    | Kurt Nicoll    | KTM       | 204   |
| 6    | André Vromans  | KTM       | 144   |
| 7    | Danny Chandler | KTM       | 141   |
| 8    | Jo Martens     | Husqvarna | 113   |
| 9    | Leif Persson   | Yamaha    | 110   |
| 10   | David Watson   | Kawasaki  | 106   |

## 250 cc

### Calendario
| Prova | Data      | Gran Premio                   | Località      | Vincitore GP       |
| ----- | --------- | ----------------------------- | ------------- | ------------------ |
| 1     | 9 marzo   | Gran Premio del Sud Africe    | Corobrick     | Jacky Vimond       |
| 2     | 13 aprile | Gran Premio di Svizzera       | Payerne       | Jacky Vimond       |
| 3     | 21 aprile | Gran Premio d'Austria         | Schwanenstadt | Gert-Jan Van Doorn |
| 4     | 5 maggio  | Gran Premio d'Italia          | Arsago Seprio | Anders Eriksson    |
| 5     | 12 maggio | Gran Premio del Belgio        | Borgloon      | Arno Dreschel      |
| 6     | 19 maggio | Gran Premio di Cecoslovacchia | Holice        | Heinz Kinigadner   |
| 7     | 16 giugno | Gran Premio di Francia        | Gimont        | Jacky Vimond       |
| 8     | 23 giugno | Gran Premio di Spagna         | Mongay        | Heinz Kinigadner   |
| 9     | 14 luglio | Gran Premio degli Stati Uniti | Unadilla      | Johnny O'Mara      |
| 10    | 21 luglio | Gran Premio dei Paesi Bassi   | Lichtenvoorde | Gert-Jan Van Doorn |
| 11    | 4 agosto  | Gran Premio d'URSS            | Leningrado    | Heinz Kinigadner   |
| 12    | 11 agosto | Gran Premio di Germania       | Goldbach      | Michele Rinaldi    |

### Classifica finale piloti
| Pos. | Pilota             | Moto      | Punti |
| ---- | ------------------ | --------- | ----- |
| 1    | Heinz Kinigadner   | KTM       | 291   |
| 2    | Jacky Vimond       | Yamaha    | 289   |
| 3    | Gert-Jan Van Doorn | Honda     | 256   |
| 4    | Michele Rinaldi    | Suzuki    | 239   |
| 5    | Arno Dreschel      | KTM       | 210   |
| 6    | Jorgen Nilsson     | Husqvarna | 188   |
| 7    | Anders Eriksson    | Yamaha    | 159   |
| 8    | Yannig Kervella    | Honda     | 124   |
| 9    | Marc Velkeneers    | Maico     | 112   |
| 10   | Soren Mortensen    | Kawasaki  | 111   |

## 125 cc

### Calendario
| Prova | Data      | Gran Premio                   | Località        | Vincitore GP      |
| ----- | --------- | ----------------------------- | --------------- | ----------------- |
| 1     | 14 aprile | Gran Premio dei Paesi Bassi   | Oss             | Dave Strijbos     |
| 2     | 21 Aprile | Gran Premio d'Italia          | Faenza          | Corrado Maddii    |
| 3     | 28 Aprile | Gran Premio del Belgio        | Hoeselt         | Dave Strijbos     |
| 4     | 2 giugno  | Gran Premio di Francia        | Thomer-la-Sôgne | Corrado Maddii    |
| 5     | 9 Giugno  | Gran Premio di Yugoslavia     | Mladina         | Corrado Maddii    |
| 6     | 18 Giugno | Gran Premio di Cecoslovacchia | Sverepec        | Pekka Vehkonen    |
| 7     | 30 Giugno | Gran Premio di San Marino     | Baldasserona    | Giuseppe Andreani |
| 8     | 7 luglio  | Gran Premio di Germania       | Holzgerlingen   | Kees Van der Ven  |
| 9     | 14 luglio | Gran Premio di Finlandia      | Hyvinkää        | Dave Strijbos     |
| 10    | 28 luglio | Gran Premio di Portogallo     | Águeda          | Dave Strijbos     |
| 11    | 18 Agosto | Gran Premio d'Argentina       | Salta           | Pekka Vehkonen    |
| 12    | 25 agosto | Gran Premio del Brasile       | Belo Horizonte  | Pekka Vehkonen    |

### Classifica finale piloti
| Pos. | Pilota            | Moto   | Punti |
| ---- | ----------------- | ------ | ----- |
| 1    | Pekka Vehkonen    | Cagiva | 352   |
| 2    | Dave Strijbos     | Honda  | 343   |
| 3    | Corrado Maddii    | Cagiva | 289   |
| 4    | Kees Van Der Ven  | KTM    | 215   |
| 5    | John Van Den Berk | Yamaha | 194   |
| 6    | Alain lejeune     | Suzuki | 174   |
| 7    | Mikka Kouki       | Suzuki | 153   |
| 8    | Jacky Martens     | KTM    | 141   |
| 9    | Arto Pantilla     | KTM    | 132   |
| 10   | Massimo Contini   | Cagiva | 128   |